# Insomniacs After School
Insomniacs After School (君は放課後インソムニア?, Kimi wa hōkago insomunia) è un manga seinen scritto e disegnato da Makoto Ojiro, serializzato in Giappone sulla rivista Big Comic Spirits della Shōgakukan dal 20 maggio 2019 al 21 agosto 2023. In Italia è stato pubblicato da J-Pop dal 25 gennaio 2023 al 20 novembre 2024.
Dal manga sono stati tratti una serie televisiva anime e un lungometraggio in live action che vengono distribuiti entrambi nel 2023.

## Trama
Gli studenti Ganta Nakami e Isaki Magari soffrono di insonnia e un giorno si incontrano per caso nel vecchio osservatorio della loro scuola. Dal momento che quella stanza è inutilizzata da anni e tutti gli studenti se ne tengono alla larga credendola infestata dai fantasmi, i due ragazzi decidono di usarla come il loro rifugio segreto in cui ritrovarsi e recuperare qualche minuto di sonno.

## Personaggi
Ganta Nakami (中見 丸太?, Nakami Ganta)
Doppiato da: Gen Satō; interpretato da: Daiken Okudaira
Isaki Magari (曲 伊咲?, Magari Isaki)
Doppiata da: Konomi Tamura; interpretata da: Nana Mori
Yui Shiromaru (白丸 結?, Shiromaru Yui)
Doppiata da: Haruka Tomatsu; interpretata da: Minori Hagiwara
Tao Ukegawa (受川 太鳳?, Ukegawa Tao)
Doppiato da: Seiichirō Yamashita; interpretato da: Kaisei Kamimura
Motoko Kanikawa (蟹川 モトコ?, Kanikawa Motoko)
Doppiata da: Lynn; interpretata da: Rico Nagase
Kanami Anamizu (穴水 かなみ?, Anamizu Kanami)
Doppiata da: Natsumi Fujiwara; interpretata da: Seira Anzai
Mina Nono (々 三奈?, Nono Mina)
Doppiata da: Sumire Morohoshi; interpretata da: Honoka Kawasaki
Usako Kurashiki (倉敷 兎子?, Kurashiki Usako)
Doppiata da: Mamiko Noto; interpretata da: Yuki Sakurai
Rui Haida (灰田 塁?, Haida Rui)
Doppiato da: Shō Karino

## Media

### Manga
Il manga, serializzato settimanalmente in Giappone su Big Comic Spirits dal 20 maggio 2019 al 21 agosto 2023, è stato raccolto in tankōbon dal 12 settembre 2019 al 12 ottobre 2023. In Italia viene pubblicato direttamente in formato tankōbon con periodicità mensile da Edizioni BD (sotto l'etichetta J-Pop) dal 25 gennaio 2023 al 20 novembre 2024. La traduzione dei testi è stata curata da Valentina Vignola.
I titoli dei capitoli si riferiscono a stelle e costellazioni realmente esistenti; nell'edizione italiana viene proposta come titolo la traduzione letterale delle denominazioni giapponesi di tali astri, accompagnata dalla denominazione occidentale come sottotitolo.

#### Volumi
| 1  | 12 settembre 2019 | ISBN 978-4-09-860395-4 | 25 gennaio 2023  | ISBN 978-88-349-1893-7 (ed. regolare) ISBN 978-88-349-1813-5 (ed. variant) |
| 1  | Capitoli - 1. La stella di Noto (能登星?, Noto hoshi) - Capella dell'Auriga - 2. Le due stelle (二つ星?, Futatsu boshi) - Castore e Polluce - 3. La stella dell'aurora (夜明け星?, Yoake boshi) - Venere - 4. La stella del mattino (朝星?, Chō boshi) - Venere - 5. Gli occhi del gatto (猫の目星?, Neko no meboshi) - Shaula dello Scorpione - 6. L'occhiata di Noto (ノトニラミ?, Notonirami) - Arturo - 7. Le ascelle (リョウワケ?, Ryouwake) - Betelgeuse e Rigel - 8. La stella della pioggia (雨降り星?, Amefuri boshi) - Epsilon Tauri                                                          |                        |                  |                                                                            |
| 2  | 12 dicembre 2019 | ISBN 978-4-09-860457-9 | 22 febbraio 2023 | ISBN 978-88-349-1814-2                                                     |
| 2  | Capitoli - 9. La stella dell'ingresso (入り星?, Hairi boshi) - 10. La stella del crepuscolo (日暮れ星?, Higure boshi) - 11. Le stelle del consiglio (相談星?, Sōdan boshi) - 12. Una singola stella (一つ星さん?, Hitotsu boshi-san) - 13. Le stelle sgombra-fiumi (川握り星?, Kawa nigiri boshi) - 14. La stella agitata (周章星?, Shūshō boshi) - 15. L'angusta stella celeste (天津甕星?, Tenshin u boshi) - 16. La stella della colazione (飯炊き星?, Meshitaki boshi) - 17. La stella del salto (飛び上がり屋?, Tobiagari ya) - 18. Le stelle che si avvicinano (寄り合い星?, Yoriai boshi)        |                        |                  |                                                                            |
| 3  | 10 aprile 2020 | ISBN 978-4-09-860573-6 | 15 marzo 2023    | ISBN 978-88-349-1929-3                                                     |
| 3  | Capitoli - 19. La stella del tiro alla fune (網取り星?, Amitori boshi) - 20. La stella della corsa (走り屋?, Hashiri ya) - 21. La stella dei colori (絵の具星?, Enogu boshi) - 22. La stella della prova (試し星?, Tameshi boshi) - 23. La stella della vittoria (白星?, Shiro boshi) - 24. Le stelle del pediluvio (足洗い星?, Ashi arai boshi) - 25. Le stelle dei fuochi d'artificio (prima parte) (花火星（前編）?, Hana kasei (zenpen)) - 26. La stella dei fuochi d'artificio (seconda parte) (花火星（後編）?, Hana kasei (kōhen)) - 27. Il giuramento tra le stelle (星の契?, Hoshi no chigiri) |                        |                  |                                                                            |
| 4  | 7 agosto 2020 | ISBN 978-4-09-860692-4 | 17 maggio 2023   | ISBN 978-88-349-2047-3                                                     |
| 4  | Capitoli - 28. La stella della radio (ラジオ星?, Rajio boshi) - 29. Senza stagioni (時知らず?, Toki shirazu) - 30. La stella della sorella maggiore (アネサマ星?, Anesama boshi) - 31. La stella del lavoro (仕事量?, Shigoto ryou) - 32. La stella della riunione (集まり星?, Atsumari boshi) - 33. La stella della girandola (風車星?, Kazaguruma boshi) - 34. La stella della notte piovosa (雨夜の星?, Amayo no hoshi) - 35. La stella dello sgabello (腰掛け足?, Koshikake ashi) - 36. Fiume d'argento (銀湾?, Gin wan) - 37. Incontro tra le stelle (星合?, Hoshiai)                              |                        |                  |                                                                            |
| 5  | 11 dicembre 2020 | ISBN 978-4-09-860781-5 | 5 luglio 2023    | ISBN 978-88-349-2185-2                                                     |
| 5  | Capitoli - 38. La croce (十字架?, Jūjika) - 39. L'occhio del gatto (ネコノメ?, Nekonome) - 40. Alcor (輔星?, Bu boshi) - 41. La nave nel cielo (船星?, Fune boshi) - 42. La stella della sorella maggiore (姉はん星?, Ane han boshi) - 43. Le stelle degli zori (草履星?, Zōri boshi) - 44. Le prime stelle del mattino (夜明けの一番星?, Yoake no ichiban hoshi) - 45. Le stelle del tetto (星形星?, Hoshi gata boshi) - 46. La casa delle stelle (星宿?, Seishuku) - 47. La stella del destino (星回?, Hoshi kai)                                                                                     |                        |                  |                                                                            |
| 6  | 12 aprile 2021 | ISBN 978-4-09-860879-9 | 6 settembre 2023 | ISBN 978-88-349-2186-9                                                     |
| 6  | Capitoli - 48. Le stelle ladre di kyafu (脚布奪い星?, Ashi nuno ubai boshi) - 49. La stella della colazione (朝飯星?, Asameshi boshi) - 50. La luna della sedicesima notte (十六夜?, Jū roku ya) - 51. L'astro (迷い星?, Mayoi boshi) - 52. La stella del bambino (子の星?, Ko no hoshi) - 53. La stella più antica (最古の星?, Saiko no hoshi) - 54. Le antiche Tanabata (古七夕?, Ko nana yū) - 55. La stella dietro Tanabata (七夕の後星?, Tanabata no nochi hoshi) |                        |                  |                                                                            |
| 7  | 29 ottobre 2021 | ISBN 978-4-09-861142-3 | 15 novembre 2023 | ISBN 978-88-349-1310-9                                                     |
| 7  | Capitoli - 56. (夏日星?, Natsu hiboshi) - 57. (星の船?, Hoshi no fune) - 58. (星団?, Seidan) - 59. (お茶炊き星?, Ocha taki-boshi) - 60. (踊り子星?, Odoriko hoshi) - 61. (飛星?, Hi hoshi) - 62. (竿星?, Sao hoshi) - 63. (奔星?, Honsei) - 64. (星走る?, Hoshi hashiru) |                        |                  |                                                                            |
| 8  | 12 gennaio 2022 | ISBN 978-4-09-861215-4 | 10 gennaio 2024  | ISBN 978-88-349-2391-7                                                     |
| 8  | Capitoli - 65. (秋星?, Akiboshi) - 66. (倉鍵?, Kura kagi) - 67. (晨星?, Shinsei) - 68. (机星?, Tsukue hoshi) - 69. (こころ星?, Kokoro hoshi) - 70. (星風?, Hoshi kaze) - 71. (宇宙嵐?, Uchū arashi) - 72. (望月?, Mochidzuki) |                        |                  |                                                                            |
| 9  | 10 giugno 2022 | ISBN 978-4-09-861314-4 | 6 marzo 2024     | ISBN 978-88-349-2494-5                                                     |
| 9  | Capitoli - 73. La stella del freddo (寒さ星?, Samusa boshi) - 74. Il Grande Carro (玉の杓星?, Tama no shaku hoshi) - 75. Le stelle dei genitori e dei figli timorati (親荷い星?, Oya ni i hoshi) - 76. Le stelle dell'arco (車星?, Kuruma hoshi) - 77. Il rifugio delle stelle (星の宿?, Hoshi no yado) - 78. Le stelle che cadono (落星?, Ochi boshi) - 79. Le stelle che portano il canestro (籠担ぎ星?, Kago katsugi boshi) - 80. La stella del cuore (心星?, Shin boshi) |                        |                  |                                                                            |
| 10 | 12 settembre 2022 | ISBN 978-4-09-861428-8 | 8 maggio 2024    | ISBN 978-88-349-2562-1                                                     |
| 10 | Capitoli - 81. (星窓?, Hoshimado) - 82. (蟹の目?, Kani no me) - 83. (白日?, Hakujitsu) - 84. (雪星?, Yuki hoshi) - 85. (二星?, Ni hoshi) - 86. (母星?, Bosei) - 87. (一升星?, Masu boshi) - 88. (星池?, Hoshiike) - 89. (笑星?, Emi hoshi) |                        |                  |                                                                            |
| 11 | 12 gennaio 2023 | ISBN 978-4-09-861499-8 | 3 luglio 2024    | ISBN 978-88-349-2710-6                                                     |
| 11 | Capitoli - 90. (雪解星?, Yukido hoshi) - 91. (弟星?, Otōto hoshi) - 92. (おもいで星?, Omoide hoshi) - 93. (二等星?, Nitōsei) - 94. (誕生星?, Tanjō hoshi) - 95. (新天体?, Shin tentai) - 96. (超新星?, Chōshinsei) - 97. (蛸星?, Tako hoshi) - 98. (先星?, Saki hoshi) |                        |                  |                                                                            |
| 12 | 6 aprile 2023 | ISBN 978-4-09-861613-8 | 4 settembre 2024 | ISBN 978-88-349-2940-7                                                     |
| 12 | Capitoli - 99. (祭星?, Matsuri hoshi) - 100. (百星?, Hyaku hoshi) - 101. (七つ星?, Nanatsu boshi) - 102. (四季星?, Shiki boshi) - 103. (家星?, Ie hoshi) - 104. (学び星?, Manabi boshi) - 105. (決意星?, Ketsui hoshi) - 106. (雪融け星?, Yuki toke boshi) - 107. (栞星?, Shiori hoshi) |                        |                  |                                                                            |
| 13 | 12 giugno 2023 | ISBN 978-4-09-861721-0 | 20 novembre 2024 | ISBN 978-88-349-3059-5                                                     |
| 13 | Capitoli - 108. (高鳴星?, Takana hoshi) - 109. (西星?, Nishi hoshi) - 110. (轟星?, Todoroki hoshi) - 111. (甘味星?, Kanmi hoshi) - 112. (窓星?, Mado hoshi) - 113. (乱星?, Ran hoshi) - 114. (言葉星?, Kotoba hoshi) - 115. (接近星?, Sekkin hoshi) - 116. (約束星?, Yakusoku hoshi) |                        |                  |                                                                            |
| 14 | 12 ottobre 2023 | ISBN 978-4-09-862536-9 | 20 novembre 2024 | ISBN 978-88-349-3060-1                                                     |
| 14 | Capitoli - 117. (番の星?, Ichiban no hoshi) - 118. (反魂星?, Hankon hoshi) - 119. (星零れ?, Hoshi kobore) - 120. (夜戻り?, Yoru modori) - 121. (月宮?, Gekkyū) - 122. (親子星?, Oyako hoshi) - 123. (年取り星?, Toshitori hoshi) - 124. (九曜の星?, Kuyō no hoshi) - 125. (福星?, Fukuboshi) |                        |                  |                                                                            |

### Anime
L'adattamento anime è prodotto da Liden Films sotto la direzione di Yūki Ikeda. La composizione della serie è ad opera di Rintarou Ikeda, il character design è di Yuki Fukuda e le musiche sono state composte da Yūki Hayashi. La sigla di apertura si intitola Itsu aetara ed è cantata da Aiko, mentre quella di chiusura è il brano Lapse degli Homecomings. La serie è andata in onda dall'11 aprile al 4 luglio 2023 su TV Tokyo e altre emittenti giapponesi. In Italia la serie è edita da Yamato Video ed è stata pubblicata in versione sottotitolata sul canale Anime Generation di Prime Video.

#### Episodi
| Nº | Titolo italiano Giapponese 「Kanji」 - Rōmaji                                                                           | In onda        | In onda |
| Nº | Titolo italiano Giapponese 「Kanji」 - Rōmaji                                                                           | Giapponese     |         |
| 1  | Capella - Costellazione dell'Auriga 「能登星 ぎよしや座力ぺラ」 - Notoboshi -Zaryokupera-                               | 11 aprile 2023 |         |
| 2  | Mu Scorpii - Costellazione dello Scorpione 「猫の⽬星 さそり座の二番星」 - Neko no meboshi -Sasoriza no nibanboshi-     | 18 aprile 2023 |         |
| 3  | Fomalhaut - Costellazione del Pesce Australe 「⼀つ星さん フオーマルハウト」 - Hitotsu boshisan -Fuōmaruhauto-          | 25 aprile 2023 |         |
| 4  | Venere - Amatsu-Mikaboshi 「天津甕星 金星」 - Amatsumikahoshi -Kanaboshi-                                               | 2 maggio 2023  |         |
| 5  | Canopo - Costellazione della Carena 「⾶び上がり星 りゅうこつ星 力ノープス」 - Tobiagarihoshi -Riyūkotsuhoshi Kanōpusu- | 9 maggio 2023  |         |
| 6  | Meteore - Stelle cadenti 「走り星 流星」 - Hashiriboshi -Ryūsei-                                                        | 16 maggio 2023 |         |
| 7  | Stella d'artificio - Ammasso delle Pleiadi 「花⽕星 プレアデス星团」 - Hanabiboshi -Pureadesu hoshi-                    | 23 maggio 2023 |         |
| 8  | Sette sorelle - Ammasso delle Pleiadi 「集まり星 プレアデス星团」 - Atsumariboshi -Pureadesu hoshi-                     | 30 maggio 2023 |         |
| 9  | Incontro astrale - Altair e Vega 「星合 アルタイル・ベガ」 - Hoshiai -Arutairu Bega-                                    | 6 giugno 2023  |         |
| 10 | Spica - Costellazione della Vergine 「姉はん星 乙女座スピ力」 - Anehanhoshi -Otomeza Supica-                            | 13 giugno 2023 |         |
| 11 | Lucifero - Ammasso delle Pleiadi 「夜明けの⼀番星 プレアデス星团」 - Yoake no ichibanboshi -Pureadesu hoshi-            | 20 giugno 2023 |         |
| 12 | Pianeti - Corpi celesti 「迷い星 惑星」 - Mayoiboshi -Wakusei-                                                          | 27 giugno 2023 |         |
| 13 | Matusalemme - La stella più antica 「最古の星 メトツエラ」 - Saikoboshi -Metotsuera-                                    | 4 luglio 2023  |         |

### Film
Il film in live action tratto dal manga è stato diretto da Chihiro Ikeda, prodotto da United Productions e distribuito da Pony Canyon. Verrà proiettato in Giappone nel giugno del 2023.

## Accoglienza
Insomniacs After School ha vinto il Mando Kobayashi Manga Grand Prix 2023, creato dal comico e appassionato di manga Kendo Kobayashi.